# H. Olliver Twisted
H. Olliver Twisted, pseudonimo di Olli Herman Kosunen (Kuopio, 19 maggio 1983), è un cantante finlandese.
Nel 2006 ha sostituito Dave Lepard nella band sleaze metal svedese Crashdïet. Il 13 luglio 2008 H. Olliver Twisted ha annunciato l'abbandono della band per continuare la militanza con i Reckless Love. La decisione è stata consensuale ed amichevole con il resto della band. Con i Reckless Love ha pubblicato il primo album nel 2006, Speed Princess. Con l'abbandono del batterista, i Reckless Love tornano in scena con un nuovo membro, Hessu Maxx, nome d'arte di Heikki Ahonen. Infatti Olli per caso lo vide esibirsi ad uno spettacolo e subito gli propose di provare con la sua band. La prima canzone che provarono fu One More Time. Con il nuovo membro i Reckless Love pubblicano Reckless Love (2010), da cui poi nasce anche la Cool Edition con l'aggiunta di Hysteria, cover dei Def Leppard, Get Electric, Sex acoustic, Back to Paradise acoustic e Back to Paradise remix. Nel 2011 invece, il nuovo album dal titolo Animal Attraction ("AA") uscito in tre versioni. La versione finlandese, quella inglese con la bonus track Young 'n' Crazy, e infine quella giapponese con la bonus track Push. Olli Herman l'11 febbraio 2012 si è unito in matrimonio a Noora Niemela presso l'Alexander's Church a Tampere. Il 9 febbraio 2017 annuncia la loro separazione attraverso un post sul social Instagram. La sua carriera con i Reckless Love prosegue con un tour europeo a partire dal 30 agosto 2013, data dell'uscita del nuovo album, Spirit, preceduta dalla pubblicazione di due singoli, Night's on fire e So Happy I Could Die.

## Discografia

### Con i Crashdïet
- 2007 - The Unattractive Revolution

### Con i Reckless Love
- 2006 - Speed Princess
- 2010 - Reckless Love
- 2011 - Animal Attraction
- 2013 - Spirit